# Bad Robot Productions
Bad Robot Productions (comumemte conhecida como Bad Robot) é uma companhia de produção para cinema e televisão, pertencente a J. J. Abrams. A companhia é responsável pela produção das séries Felicity, Alias, Lost, What About Brian, Fringe, Six Degrees e Undercovers, e pelos filmes Mission: Impossible III (2006), Cloverfield (2008), Star Trek (2009) e Super 8 (2011).
A Bad Robot era, originalmente, parte da Touchstone Television, porém foi movida com Abrams para a Paramount Pictures, Columbia Pictures, Universal Pictures, Screen Gems, Walt Disney Pictures, Lionsgate e Warner Bros. após o contrato com a Touchstone terminar em 2006.
Abrams atua como Presidente e Chefe Executivo do estúdio, enquanto Bryan Burk atua como Vice Presidente Executivo da companhia.

## Filmes
| Ano  | Filme                                | Notas                                                            |
| ---- | ------------------------------------ | ---------------------------------------------------------------- |
| 2001 | Joy Ride                             | co-produção com a 20th Century Fox e Regency Enterprises         |
| 2006 | Mission: Impossible III              | co-produção com a Paramount Pictures e Cruise/Wagner Productions |
| 2008 | Cloverfield                          | co-produção com a Paramount Pictures                             |
| 2009 | Star Trek                            | co-produção com a Paramount Pictures e Spyglass Entertainment    |
| 2010 | Morning Glory                        | co-produção com a Paramount Pictures                             |
| 2011 | Super 8                              | co-produção com a Paramount Pictures e Amblin Entertainment      |
| 2011 | Mission: Impossible – Ghost Protocol | co-produção com a Paramount Pictures e Skydance Productions      |
| 2011 | The Muppets                          | co-produção com Walt Disney Pictures                             |
| 2013 | Star Trek Into Darkness              | co-produção com a Paramount Pictures e Spyglass Entertainment    |
| 2014 | Muppets Most Wanted                  | co-produção com Walt Disney Pictures                             |
| 2015 | Star Wars: The Force Awakens         | co-produção com a Lucasfilm                                      |
| 2016 | 10 Cloverfield Lane                  | co-produção com a Paramount Pictures                             |
| 2016 | Star Trek Beyond                     | co-produção com a Paramount Pictures e Spyglass Entertainment    |
| 2018 | The Cloverfield Paradox              |                                                                  |
| 2018 | Missão Impossível - Efeito Fallout   | Produzido pela Skydance Media                                    |
| 2018 | Operação Overlord                    | co-produção com a Paramount Pictures                             |
| 2019 | Star Wars: The Rise of Skywalker     | co-produção com a Lucasfilm                                      |

## Séries de TV
| Ano           | Série              |
| ------------- | ------------------ |
| 1998–2002     | Felicity           |
| 2001–2006     | Alias              |
| 2004–2010     | Lost               |
| 2006–2007     | What About Brian   |
| 2006–2007     | Six Degrees        |
| 2008–2013     | Fringe             |
| 2010          | Undercovers        |
| 2011–2016     | Person of Interest |
| 2012          | Alcatraz           |
| 2012–2014     | Revolution         |
| 2013–2014     | Almost Human       |
| 2016–presente | Westworld          |